# 道の駅南えちぜん山海里
道の駅南えちぜん山海里（みちのえき みなみえちぜんさんかいり）は、福井県南条郡南越前町牧谷にある福井県道202号中小屋武生線の道の駅である。北陸自動車道南条SA（上り線）に隣接している。
南越前町では道の駅河野に続く2か所目の道の駅で、「山海里」とは南越前町の旧町村の特徴を表現している（山：旧今庄町、海：旧河野村、里：旧南条町）。

## 施設
北陸自動車道および一般道両方からの利用が可能で、南条SAの上り線（敦賀・米原方面）施設からは南条スマートICを出入せずとも徒歩で往来できる。
- 駐車場 135台
  - 普通車：127台
  - 大型車：8台
- トイレ 33器
- 1階（一般道側入口）
  - 南越前町観光連盟（事務所）
  - 研修室
- 2階（南条SA側入口）[8]
  - MARKET ME（売店、9:00 - 20:00）[8]
  - FOOD HALL ME（フードコート）
    - Uminami CAFE（9:00 - 20:00）
    - 聚楽 -JURAKU-（11:00 - 19:00）
    - そば処 いまじょう（11:00 - 19:00）[8]
    - FIELD & SOIL（10:00 - 20:00）
    - 極み海鮮丼（10:00 - 20:00）
    - 選び寿司（10:00 - 20:00）
    - 一番星（10:00 - 20:00）
- 3階
  - 屋上イベント広場
  - キッズルーム（10:00 - 17:00）[8][10] - ボルダリングの体験が可能となっている[6]。
- 公園（屋外）[10] - 道の駅に隣接しており、長いすべり台で結ばれている[4][7][8]。

### 管理団体
- 設置者：南越前町
- 指定管理者：株式会社レストラン南条[11]

## アクセス
- 福井県道202号中小屋武生線 - 登録路線
  - E8 北陸自動車道 5-1 南条スマートIC[3][7]
- 国道365号 南条駅入口交差点より、福井県道203号池田南条線経由 約700 m。
- ハピラインふくい線 南条駅より約900 m。